# Championnat de France de football 1939-1940
Navigation
Division 1 1938-1939 Championnat de guerre 1940-1941
Le championnat de France de football 1939-1940, devait être la huitième édition du Championnat de France professionnel de la Fédération française de football association. Les événements de l’été 1939 et la déclaration de guerre suspendent son déroulement. Un championnat de France interrégional, divisé en deux groupes géographiques, est mise en place par la Fédération à l’automne 1939. Il est interrompu par la bataille de France le 10 mai 1940, et ne couronne pas de champion national.

## Championnat de France professionnel 1939-1940

### Division Nationale
16 clubs «autorisés à utiliser des joueurs professionnels» sont engagés dans le championnat de première série. Les 14 premiers de la saison précédente : FC Sète, Olympique de Marseille, RC Paris, AS Saint-Étienne, Olympique lillois, FC Sochaux-Montbéliard, RC Lens, FC Metz, SC fivois, RC Strasbourg, Havre AC, AS Cannes, Excelsior RT et FC Rouen ; et les deux promus : Red Star Olympique et Stade rennais UC.
Le calendrier est homologué par la commission du Groupement des clubs autorisé, et publié fin juin,. La première journée est fixée au 27 août 1939.

### Division Interrégionale
20 clubs «autorisés à utiliser des joueurs professionnels» sont admis à participer au championnat de deuxième série. Sur les 24 clubs engagés la saison précédente, les quatre derniers du classement final sont exclus du groupement professionnel : SM Caen (dissolution section pro en juillet 1938), US Tourcoing (dissolution section pro en avril 1939), FC Dieppe (dissolution section pro en mai 1939 ) et AS Hautmont (vingt-et-unième du classement). Reste en lice : Toulouse FC, Stade de Reims, FC Nancy, SR Colmar, OGC Nice, FC Mulhouse, FCO Charleville, Girondins BFC, US Boulonnaise, US Valenciennes-Anzin, CA Paris, RC Arras, Olympique alésien, AS troyenne-savinienne, Nîmes Olympique, USB Longwy, SO Montpelliérain et Olympique de Dunkerque ; plus les deux relégués de Division Nationale : Antibes-JLP FC et RC Roubaix.
Le calendrier est homologué par le Bureau fédéral, et publié en juillet 1939. La première journée est fixée au 26 août 1939.
Demandé la saison précédente, mais refusé par les instances fédérales,, la section professionnelle du RC Roubaix rejoint celle de l’Excelsior, et est liquidée mi-août,.

## Championnats de France interrégionaux 1939-40
Fin août 1939, la première journée du championnat professionnel est remise à plus tard. Les événements s'enchaînent : mise en alerte; alerte renforcée, mobilisation générale et, le 3 septembre, déclaration de guerre.
Les footballeurs, comme tous les Français, rejoignent leurs affectations; le sport passe au dernier rang des préoccupations du moment. Toutes les compétitions sont annulées. Ainsi débute ce que l'on appelle de nos jours «la drôle de guerre».
La Fédération Française de Football Association ne reste pas inactive; fin septembre, elle suspend les contrats des joueurs professionnels, tout en maintenant l'organisation d'épreuves régionales et de matches amicaux; début octobre, elle annule tous les matches internationaux de la saison et propose l'institution d'une coupe nationale de guerre, sous le titre «Coupe Charles-Simon», ainsi que d'un championnat interrégional.
Début novembre, la Commission d’étude des championnats interrégionaux, mise en place à cet effet, propose un championnat en deux groupes géographiques (Nord et Sud). L’épreuve se dispute par matches aller et retour, avec une finale entre les champions respectifs des deux groupes. Les 35 clubs ex-autorisés à utiliser des joueurs professionnels sont invités à faire connaître leurs suggestions et leurs engagements pour la mi-novembre.
23 clubs répondent favorablement à la commission. Il manque les clubs de l’Est de la France, situés dans la zone d'application d'un plan d’évacuation des populations civiles. Seul le RC Strasbourg, propose sa candidature depuis sa base arrière de Périgueux, où il participe aux compétitions locales de la ligue du Centre-Ouest. Manque également des clubs du Nord (Lille, Dunkerque, Valenciennes), plus Rennes et Sochaux trop excentrés.
Le 16 novembre, la Commission d’étude propose au Bureau fédéral la création d’une épreuve en deux groupes : le groupe Nord avec dix clubs, et le groupe Sud subdivisé en deux poules (A et B) de cinq et six clubs respectivement. Les candidatures du RC Strasbourg pour le groupe Sud et celle du SC fivois pour le groupe Nord ne sont pas validées. 
Le bureau fédéral modifie quelques points du règlement, adopte le projet et homologue le calendrier.
La première journée du championnat est fixée au 3 décembre 1939, et la dernière pour le groupe Nord au 2 juin 1940.

## Résumé de la saison
Cette saison est la première des six saisons de guerre. La mobilisation générale étant décrétée en septembre 1939, les footballeurs passent sous l'uniforme. Nombre de clubs arrêtent leurs activités. Pour les clubs désirant maintenir une activité, la commission professionnelle de la FFFA met en place un « championnat national ».
La saison démarre début décembre et elle se déroule tant bien que mal lors de la « drôle de guerre ». Les permissions étaient rares, et les équipes alignées étaient le plus souvent constituées de joueurs parfois improbables. Les deux groupes géographiques devaient désigner des champions qui devaient s'affronter en juin 1940 pour l'attribution d'un titre national sans grande valeur.
La finale Sud voit s'affronter l'OGC Nice et les Girondins de Bordeaux FC. Elle est remportée par Bordeaux, mais les Niçois récupèrent la victoire sur tapis vert car les Bordelais ont aligné un joueur portant une licence amateur d'un autre club[réf. nécessaire]. Les Niçois n'eurent finalement pas l'occasion de disputer la finale du championnat : la bataille de France mit prématurément un terme au championnat du Groupe Nord.

## Groupe Nord

### Clubs engagés
| - RC Arras - US Boulogne - Havre AC - RC Lens - CA Paris | - RC Paris - Red Star Olympique - Stade de Reims - Excelsior Roubaix-Tourcoing - FC Rouen |

### Résultats
| \| Résultats (▼dom., ►ext.) \| RCA \| USB \| HAC \| RCL \| CAP \| RCP \| RSO \| SR \| ERT \| FCR \| \| RC Arras \| \| NJ \| 5-0 \| 2-3 \| 3-3 \| 1-0 \| 3-1 \| 3-4 \| 4-0 \| NJ \| \| US Boulogne \| 0-3A \| \| 0-2 \| NJ \| NJ \| NJ \| 3-0B \| 0-5 \| 0-1 \| 4-5 \| \| Havre AC \| 2-1 \| 2-0 \| \| 1-0 \| NJ \| 4-2 \| 1-0 \| 6-2 \| 3-1 \| NJ \| \| RC Lens \| 6-1 \| 5-1 \| 2-1 \| \| 1-2 \| NJ \| 3-0 \| 3-2 \| 6-2 \| 1-1 \| \| CA Paris \| 0-2 \| NJ \| NJ \| 4-4 \| \| 5-3 \| 0-0 \| 4-2 \| 0-1 \| 3-4 \| \| RC Paris \| 2-0 \| NJ \| NJ \| NJ \| NJ \| \| 2-2 \| NJ \| NJ \| 2-7 \| \| Red Star Olympique \| NJ \| 6-1 \| 0-3C \| NJ \| NJ \| 0-3D \| \| NJ \| 0-3E \| NJ \| \| Stade de Reims \| 3-2 \| NJ \| 4-1 \| 7-2 \| 4-0 \| 2-2 \| 5-3 \| \| 10-1 \| 3-1 \| \| Excelsior RT \| 4-3 \| 1-1 \| 0-1 \| NJ \| 1-4 \| NJ \| 3-4 \| NJ \| \| NJ \| \| FC Rouen \| 3-2 \| 9-1 \| 2-1 \| 5-0 \| 3-3 \| 3-1 \| 3-0F \| 2-1 \| NJ \| \| \| - Victoire à domicile - Match nul - Victoire à l'extérieur \| \| \| \| \| \| \| \| \| \| \| | Notes NJ : Match non joué à la suite de l'interruption du championnat du groupe Nord lors de la bataille de France. A Résultat sur tapis vert. Le score initial était de 2-0. B Résultat sur tapis vert. Le score initial était de 0-2. C Résultat sur tapis vert. Le score initial était de 1-2. D Résultat sur tapis vert. Le score initial était de 2-5. E Résultat sur tapis vert. Le score initial était de 4-2. F Résultat sur tapis vert. Le score initial était de 4-4. |     |      |     |     |      |      |     |      |     |
| Résultats (▼dom., ►ext.) | RCA | USB | HAC  | RCL | CAP | RCP  | RSO  | SR  | ERT  | FCR |
| RC Arras | | NJ  | 5-0  | 2-3 | 3-3 | 1-0  | 3-1  | 3-4 | 4-0  | NJ  |
| US Boulogne | 0-3A |     | 0-2  | NJ  | NJ  | NJ   | 3-0B | 0-5 | 0-1  | 4-5 |
| Havre AC | 2-1 | 2-0 |      | 1-0 | NJ  | 4-2  | 1-0  | 6-2 | 3-1  | NJ  |
| RC Lens | 6-1 | 5-1 | 2-1  |     | 1-2 | NJ   | 3-0  | 3-2 | 6-2  | 1-1 |
| CA Paris | 0-2 | NJ  | NJ   | 4-4 |     | 5-3  | 0-0  | 4-2 | 0-1  | 3-4 |
| RC Paris | 2-0 | NJ  | NJ   | NJ  | NJ  |      | 2-2  | NJ  | NJ   | 2-7 |
| Red Star Olympique | NJ | 6-1 | 0-3C | NJ  | NJ  | 0-3D |      | NJ  | 0-3E | NJ  |
| Stade de Reims | 3-2 | NJ  | 4-1  | 7-2 | 4-0 | 2-2  | 5-3  |     | 10-1 | 3-1 |
| Excelsior RT | 4-3 | 1-1 | 0-1  | NJ  | 1-4 | NJ   | 3-4  | NJ  |      | NJ  |
| FC Rouen | 3-2 | 9-1 | 2-1  | 5-0 | 3-3 | 3-1  | 3-0F | 2-1 | NJ   |     |
| - Victoire à domicile - Match nul - Victoire à l'extérieur | |     |      |     |     |      |      |     |      |     |

### Classement final
| \| RC Arras US Boulogne Havre AC RC Lens CA Paris RC Paris Red Star Olympique Stade de Reims Excelsior RT FC Rouen Antibes FC AS Cannes Olympique de Marseille OGC Nice AS Saint-Étienne Olympique d'Alès Girondins BFC SO Montpellier Nîmes Olympique FC Sète Toulouse FC \| Localisation des clubs engagés dans le championnat : · Groupe Nord · Groupe Sud poule Est · Groupe Sud poule Ouest |
| RC Arras US Boulogne Havre AC RC Lens CA Paris RC Paris Red Star Olympique Stade de Reims Excelsior RT FC Rouen Antibes FC AS Cannes Olympique de Marseille OGC Nice AS Saint-Étienne Olympique d'Alès Girondins BFC SO Montpellier Nîmes Olympique FC Sète Toulouse FC |

| Rang | Équipe             | Pts | J  | G  | N | P | Bp | Bc | GA    |
| ---- | ------------------ | --- | -- | -- | - | - | -- | -- | ----- |
| 1    | FC Rouen           | 22  | 13 | 10 | 2 | 1 | 48 | 22 | 2,182 |
| 2    | Havre AC           | 20  | 14 | 10 | 0 | 4 | 28 | 19 | 1,474 |
| 3    | Stade de Reims     | 19  | 14 | 9  | 1 | 4 | 54 | 30 | 1,800 |
| 4    | RC Lens            | 16  | 13 | 7  | 2 | 4 | 36 | 29 | 1,241 |
| 5    | RC Arras           | 13  | 15 | 6  | 1 | 8 | 35 | 31 | 1,129 |
| 6    | CA Paris           | 12  | 12 | 4  | 4 | 4 | 28 | 28 | 1,000 |
| 7    | Excelsior RT       | 9   | 12 | 4  | 1 | 7 | 18 | 36 | 0,500 |
| 8    | RC Paris C         | 6   | 9  | 2  | 2 | 5 | 17 | 24 | 0,708 |
| 9    | Red Star Olympique | 6   | 13 | 2  | 2 | 9 | 16 | 33 | 0,485 |
| 10   | US Boulogne        | 3   | 11 | 1  | 1 | 9 | 11 | 39 | 0,282 |

Abréviations
C : Vainqueur de la Coupe de France 1939-40

## Groupe Sud

### Clubs engagés
| Poule A (Est) - Antibes-Juan-les-Pins FC - AS Cannes - Olympique de Marseille - OGC Nice - AS Saint-Étienne | Poule B (Ouest) - Olympique d'Alès - Girondins de Bordeaux FC - SO Montpellier - Nîmes Olympique - FC Sète - Toulouse FC |

### Résultats
| Résultats (▼dom., ►ext.)                                   | AFC  | ASC | OM  | OGCN | ASSE |
| Antibes FC                                                 |      | 1-3 | 0-9 | 0-1  | 1-3  |
| AS Cannes                                                  | 9-0  |     | 3-1 | 2-2  | 5-2  |
| Olympique de Marseille                                     | 3-0  | 4-1 |     | 0-0  | 3-2  |
| OGC Nice                                                   | 4-1  | 2-2 | 6-0 |      | 5-0  |
| AS Saint-Étienne                                           | 10-1 | 4-2 | 0-2 | 0-7  |      |
| - Victoire à domicile - Match nul - Victoire à l'extérieur |      |     |     |      |      |

| Résultats (▼dom., ►ext.)                                   | OA  | GBFC | SOM  | NO  | FCS | TFC |
| Olympique d'Alès                                           |     | 1-3  | 3-7  | 2-2 | 1-1 | 4-1 |
| Girondins de Bordeaux FC                                   | 8-0 |      | 3-2  | 6-2 | 3-0 | 9-1 |
| SO Montpellier                                             | 7-3 | 0-2  |      | 2-2 | 1-1 | 6-0 |
| Nîmes Olympique                                            | 4-0 | 4-1  | 2-0  |     | 2-4 | 4-4 |
| FC Sète                                                    | 3-0 | 6-1  | 2-3  | 6-1 |     | 3-1 |
| Toulouse FC                                                | 2-2 | 2-4  | 0-3G | 3-1 | 5-4 |     |
| - Victoire à domicile - Match nul - Victoire à l'extérieur |     |      |      |     |     |     |

### Classement final
| Rang | Équipe                 | Pts | J | G | N | P | Bp | Bc | GA    |
| ---- | ---------------------- | --- | - | - | - | - | -- | -- | ----- |
| 1    | OGC Nice               | 13  | 8 | 5 | 3 | 0 | 27 | 5  | 5,400 |
| 2    | Olympique de Marseille | 11  | 8 | 5 | 1 | 2 | 22 | 12 | 1,833 |
| 3    | AS Cannes              | 10  | 8 | 4 | 2 | 2 | 27 | 16 | 1,688 |
| 4    | AS Saint-Étienne       | 6   | 8 | 3 | 0 | 5 | 21 | 26 | 0,808 |
| 5    | Antibes-JLP FC         | 0   | 8 | 0 | 0 | 8 | 4  | 42 | 0,095 |

| Rang | Équipe                   | Pts | J  | G | N | P | Bp | Bc | GA    |
| ---- | ------------------------ | --- | -- | - | - | - | -- | -- | ----- |
| 1    | Girondins de Bordeaux FC | 16  | 10 | 8 | 0 | 2 | 40 | 18 | 2,222 |
| 2    | SO Montpellier           | 12  | 10 | 5 | 2 | 3 | 31 | 18 | 1,722 |
| 3    | FC Sète                  | 12  | 10 | 5 | 2 | 3 | 30 | 18 | 1,667 |
| 4    | Nîmes Olympique          | 9   | 10 | 3 | 3 | 4 | 24 | 28 | 0,857 |
| 5    | Toulouse FC              | 6   | 10 | 2 | 2 | 6 | 19 | 40 | 0,475 |
| 6    | Olympique d'Alès         | 5   | 10 | 1 | 3 | 6 | 16 | 38 | 0,421 |

### Finale groupe Sud
La finale pour le groupe Sud est fixé au 28 avril 1940, à Marseille, avant d'être déplacée à Sète.
| Finale Sud | Girondins de Bordeaux FC | 3 - 0   | OGC Nice | Sète                           |                                |
| 28/04/1940 | Saison (2), Arnaudeau    | (1 - 0) |          | Arbitrage : M. Marcon, de Lyon | Arbitrage : M. Marcon, de Lyon |

## Finale nationale
La dernière journée prévue pour le championnat groupe Nord est fixée au 2 juin 1940; ce championnat prend beaucoup de retard, la priorité est donnée à la Coupe Charles-Simon. À l'heure où la finale aurait pu se jouer, les blindés allemands entrent dans Paris… 